# Lucas Barioulet
Lucas Barioulet est un photojournaliste et photographe documentaire indépendant français, né en 1996 à Angers.  

## Biographie
Né en 1996 à Angers, Lucas Barioulet est diplômé de l’École publique de journalisme de Tours et de l’Université d’État de San Diego.
En 2017, Il part aux États-Unis pour documenter sur la question migratoire à la frontière autour de TIjuana. En 2018, il travaille au service photo du quotidien Le Parisien. 
Collaborateur régulier de l’AFP et du quotidien Le Monde, il documente sur le mouvement des Gilets jaunes, puis sur la lutte contre la pandémie de Covid-19 dans les hôpitaux et les Ehpad . 
Avec un appareil photo moyen format argentique il mène parallèlement un projet au long cours dans les républiques islamiques, sur les thèmes de l’identité et de la jeunesse. Son premier sujet réalisé en Mauritanie est publié par le magazine GEO. 
Il est récompensé en 2020 par un 2e prix au Sony World Photography Awards.
ll parcourt  le Pakistan début 2021, et réalise sa série « Terre des purs ».
En 2022, il est accrédité par le quotidien Le Monde en Ukraine pour couvrir l’invasion du pays par la Russie. Ce travail est récompensé par le prix Rémi Ochlik de la Ville de Perpignan au festival Visa pour l’Image. 
Lucas Barioulet est sélectionné la même année par la Bibliothèque nationale de France pour la grande commande photographique publique, Radioscopie de la France : regards sur un pays traversé par la crise sanitaire .

## Exposition
Liste non exhaustive
- 2022 : « Ukraine : la guerre au quotidien », Festival Visa pour l’Image, Perpignan[11]

## Prix et récompenses
Liste non exhaustive
- 2020 : Sony World Photography Awards, 2e prix, « Sport category », pour une photo de femmes footballeuses en Mauritanie[7].
- 2022 : Sélection pour la grande commande photographique, Radioscopie de la France : regards sur un pays traversé par la crise sanitaire[12].
- 2022 : Prix Rémi Ochlik de la Ville de Perpignan, festival Visa pour l’Image pour son reportage « Ukraine : la guerre au quotidien »[9].